# Полуденная (приток Частой)
Полуденная — река в России, протекает в Частинском районе Пермского края. Устье реки находится в 2,1 км по правому берегу реки Частая. Длина реки составляет 15 км.
Протекает на юго-западе края, в южной части Верхнекамской возвышенности. Исток находится в лесах к юго-западу от деревни Полуденная. Общее направление течения — северо-восточное. Протекает через деревни Полуденная, Пальники и впадает в Частую у села Шабуры.
Притоки — Красный Ключ (левый); Старичка (правый).

## Данные водного реестра
По данным государственного водного реестра России относится к Камскому бассейновому округу, водохозяйственный участок реки — Кама от Камского гидроузла до Воткинского гидроузла, речной подбассейн реки — бассейны притоков Камы до впадения Белой. Речной бассейн реки — Кама.
Код объекта в государственном водном реестре — 10010101012111100015179.